# Руссо, Пьер-Александр
Пьер-Александр Руссо (род. 6 октября 1979 года, Драммонвилль, Квебек, Канада) — канадский фристайлист, участник олимпийских игр 2010 года. Победитель и призёр чемпионатов мира. Многократный победитель и призёр этапов кубка мира по фристайлу. Шестикратный чемпион Канады.

## Биография
Пьер-Александр Руссо является спикером исследовательского фонда Spinal Cord Research Foundation. Профессиональные речи — одно из увлечений спортсмена. Среди других увлечений — скайдайвинг и шоссейный велосипед. Его спортивными кумирами являются Жан-Люк Брассар и Лэнс Армстронг.

## Спортивная карьера
Пьер-Александр Руссо выступает в кубке мира с сезона 1996—1997 годов. Первый подиум на этапах кубка мира — второе место в параллельном могуле — покорился ему в сезоне 1998—1999 годов в Стимбот (США). По результатам следующего сезона спортсмен стал третьим в могуле, завоевав в ходе него второе и третье место в Ливиньо (Италия) и Дир Вэлли (США), соответственно. Также стал третьим в сезоне 2000—2001 года, с тремя подиумами за сезон: второе место в Инавасито и Lizuna Kogen (Япония), третье место в Химосе (Финляндия). В январе 2002 года получил серьёзную травму шеи, из-за чего был вынужден пропустить большую часть сезона 2001—2002 годов. В следующем сезоне он шесть раз поднимался на пьедестал почёта на этапах кубка мира, что в итоге позволило ему стать вторым в общем зачёте в могуле и четвёртым в параллельном могуле. Среди последующих результатов два призовых места в сезоне 2003—2004 годов, одно — 2005—2006. В сезоне 2006—2007 годов Руссо становится третьим в параллельном могуле и 5-м в могуле, завоевав две медали этапов кубка в ходе сезона. Лучшим результатом следующего сезона стало золото на этапе в Tignes (Франция). Стал 4-м по результатам сезона 2008—2009 года с тремя подиумами в ходе сезона и травмой, полученной на заключительном этапе.
Руссо принимал участие в шести чемпионатах мира. В 1999 году стал 17-м в параллельном могуле, в 2001 году стал 9-м в параллельном могуле и выиграл серебряную медаль в могуле, в 2003 году — 8-й в параллельном могуле и 32-й в могуле, в 2005 году — 7-й в обеих дисциплинах. В 2007 году Руссо завоевал золотую медаль в могуле и стал 9-м в параллельном могуле, в 2009 году стал 17-м в могуле. На олимпийских играх Пьер-Александр Руссо дебютировал в 2010 году, где стал 5-м в могуле.